# Senzawa
Senzawa是一位美國的迷因勢虛擬YouTuber、音樂創作者及直播主。2020年VTuber在疫情中崛起，繼絆愛、辉夜月、Gawr Gura之後，Senzawa成為史上第四位YT頻道達百萬訂閱的VTuber。

## 形象
Senzawa以其獨特的語音風格與混亂的敘述方式廣為人知，其VTuber形象與四格漫畫《雏子的笔记》中的角色夏川玖井菜有些相似。她在頻道上發布的熱門影片多與飲酒、伏特加或啤酒等主題相關，有時影片中也會出現打翻酒瓶的聲音，因此在觀眾間形成了特定的角色印象。

## 活動歷史
Senzawa於2017年9月開始活動，其後突然在2020年消失。她消失前曾在Discord群組裡面說“i die a little everytime i come back to this server tbh.”時隔2年再次推文。
2024年11月4日，修改推特自介，自稱為hololive EN旗下YouTuberGawr Gura的頭號粉絲。
2025年4月9日，時隔3年其再次發布一隻魚的emoji。
2025年4月16日，在Youtube擁有456萬訂閱者的Gawr Gura宣布即將於2025年5月1日離開hololive。於此同時，Senzawa頻道訂閱人數也開始增加。
2025年4月21日，很多粉絲留意到Senzawa的推特名字旁邊多了藍色勾勾，代表为「已認證的帳戶」。
2025年5月19日，Senzawa突然追蹤起一名新VT「SamekoSaba」，而幾乎同一時間SamekoSaba也有追蹤Senzawa、Dooby等。
2025年5月21日，被粉絲發現Senzawa的自介中新增"&@samekosaba"，是繼2024年11月4日新增為Gawr Gura的頭號粉絲後再次更改自介。

## 外部連結
- Senzawa的Instagram帳戶
- Senzawa的Twitch频道
- YouTube上的Senzawa頻道
- Senzawa的X（前Twitter）